# Brachyglottis
Brachyglottis é um género botânico pertencente à família Asteraceae.

## Espécies
- Brachyglottis arborescens
- Brachyglottis greyi
- Brachyglottis huntii
- Brachyglottis laxifolia
- Brachyglottis monroi
- Brachyglottis pentacopa
- Brachyglottis perdicioides
- Brachyglottis repanda